# Universiteit van Oregon
De Universiteit van Oregon (University of Oregon) is een openbare onderzoeksuniversiteit gelegen in Eugene in de Amerikaanse staat Oregon. Het is de op een na oudste openbare universiteit in Oregon. De universiteit werd opgericht in 1876.
De universiteit is een van de 60 leden van de Association of American Universities en krijgt zijn subsidie vooral van de UO Foundation, een onafhankelijke non-profitorganisatie.

## Organisatie
De universiteit is onderverdeeld in acht scholen en colleges:
- School voor architectuur en aanverwante kunsten
- College voor geesteswetenschappen en natuurwetenschappen
- Charles H. Lundquist College of Business
- College voor pedagogiek
- Robert D. Clark Honors College
- School voor journalistiek en communicatie
- School voor rechtsgeleerdheid
- School voor muziek en dans

## Campus

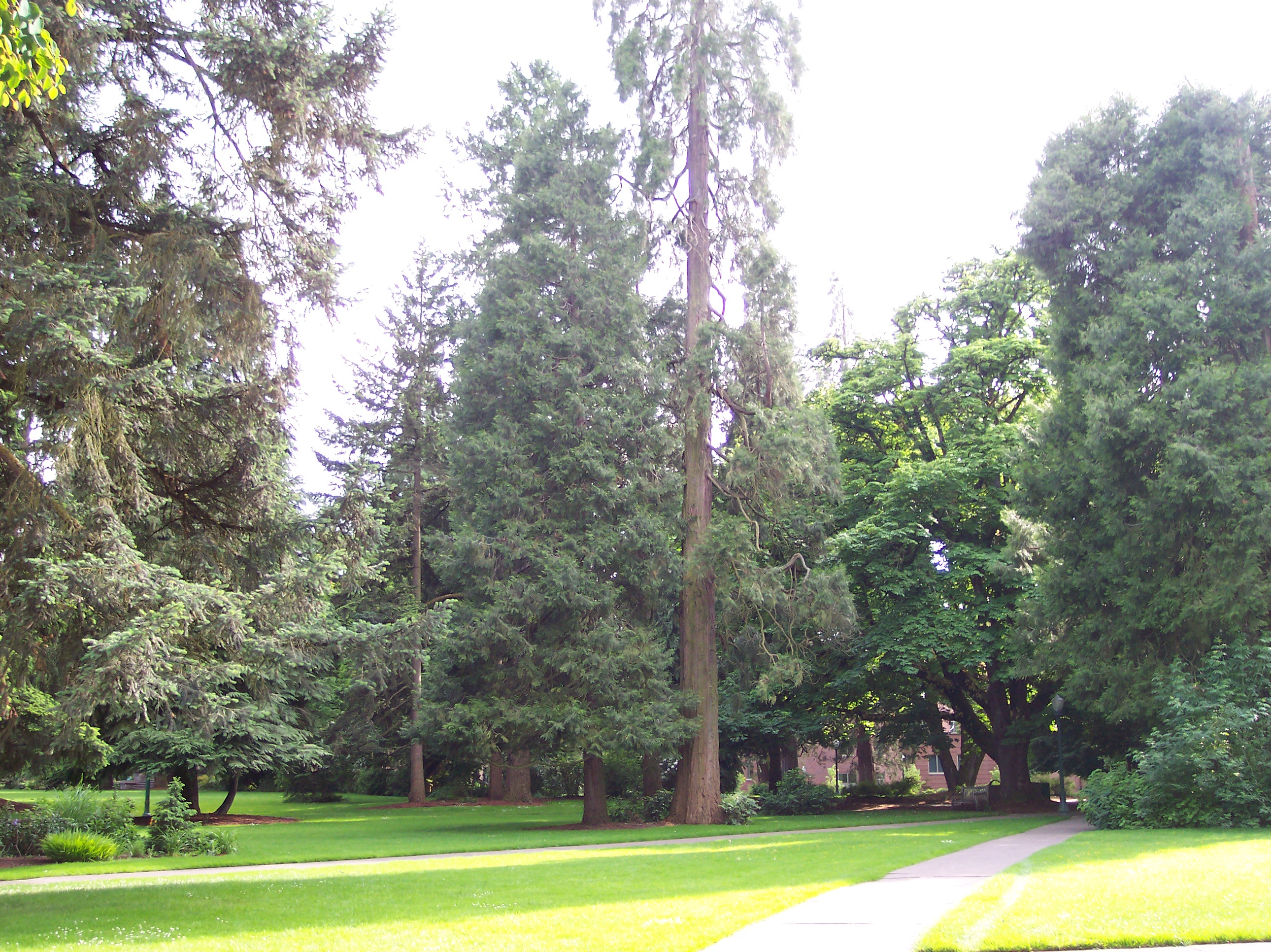
Bomen op de campus

De campus van de universiteit beslaat een oppervlak van 1,19 vierkante kilometer, en bevat 60 gebouwen. Hoewel de academiegebouwen verspreid over de campus staan, bevinden de meeste zich aan de East 13th Avenue. De campus is ook bekend om de meer dan 500 verschillende soorten bomen die er staan. Het oudste gedeelte van de campus bevindt zich in het noordwesten van de huidige campus. Het oudste gebouw van de universiteit is Deady Hall.

## Sport
De sportteams van de universiteit staan bekend als de Oregon Ducks. De universiteit maakt deel uit van de Big Ten Conference en de eerste divisie van de NCAA. In totaal doet de universiteit mee aan 14 sporten: American football, basketbal (mannen en vrouwen), veldlopen, track and field, honkbal, softbal, tennis (mannen en vrouwen), golf (mannen en vrouwen), vrouwen voetbal, vrouwen lacrosse en vrouwen volleybal. Het atletiekstadion van de universiteit, Hayward Field, heeft een wereldwijde reputatie omwille van de snelle baan die al meerdere wereldrecords opgeleverd heeft. De Prefontaine Classic die er jaarlijks wordt georganiseerd is een onderdeel van de Diamond League-wedstrijden van World Athletics.